# Binnengärtenstraße 10 (Bitterfeld)

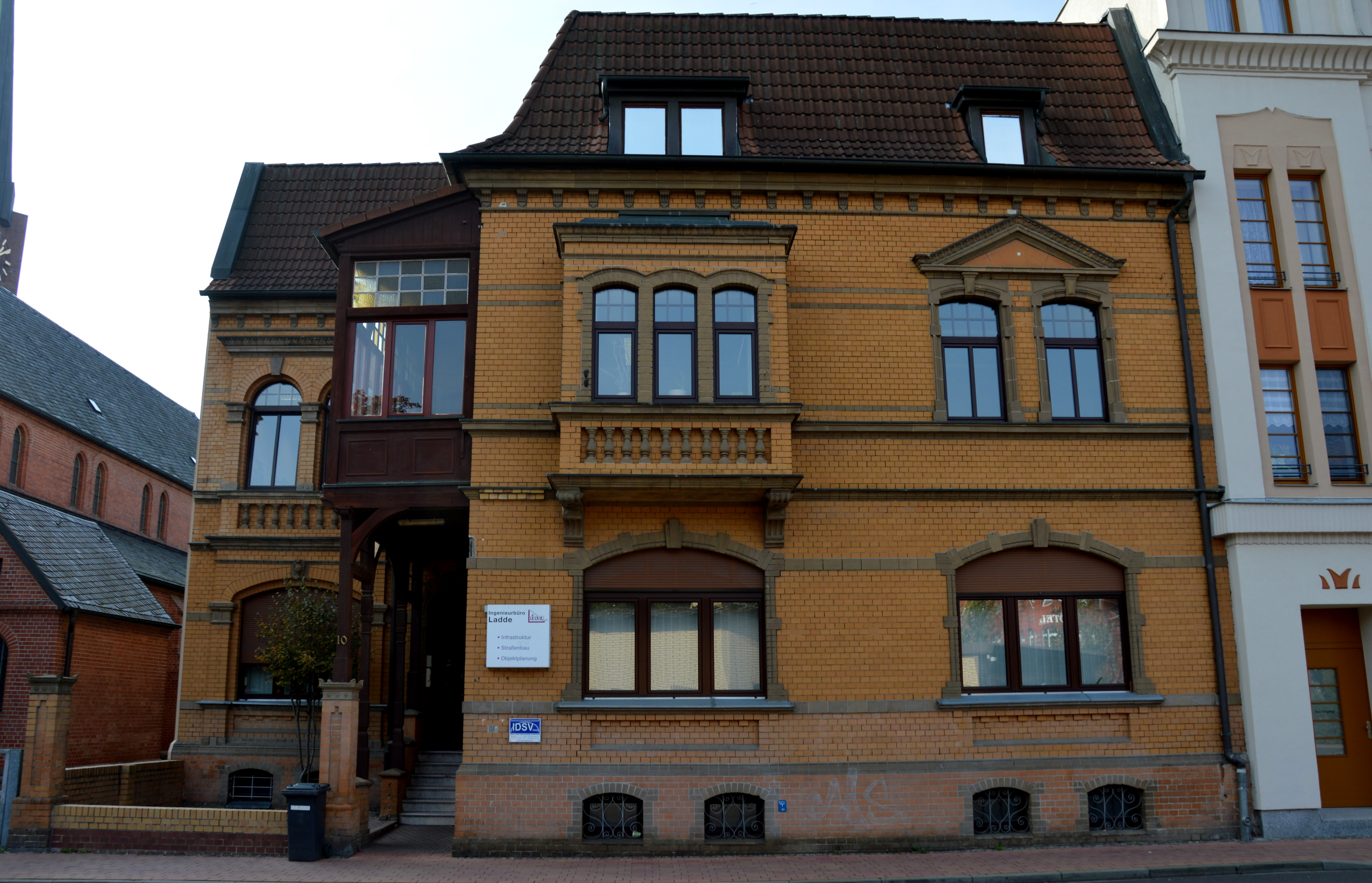
Wohnhaus Binnengärtenstraße 10

Das Gebäude Binnengärtenstraße 10 ist ein denkmalgeschütztes Wohnhaus in Bitterfeld-Wolfen in Sachsen-Anhalt.

## Lage
Es befindet sich im Stadtzentrum von Bitterfeld auf der Westseite der Binnengärtenstraße.

## Architektur und Geschichte
Das zweigeschossige Haus entstand im späten 19. Jahrhundert auf einem hakenförmigen Grundriss. Die Gestaltung des Ziegelbaus weist Elemente des Neobarocks und des Neoklassizismus auf. Oberhalb des Hauseingangs befindet sich vor dem Obergeschoss ein hölzerner, auf Holzstützen ruhender Wintergarten.
Das Gebäude gilt als gelungenes Beispiel eines gründerzeitlichen Baus.
Im örtlichen Denkmalverzeichnis ist das Wohnhaus unter der Erfassungsnummer 094 17608 als Baudenkmal eingetragen.